# Spritzenvorsatzfilter

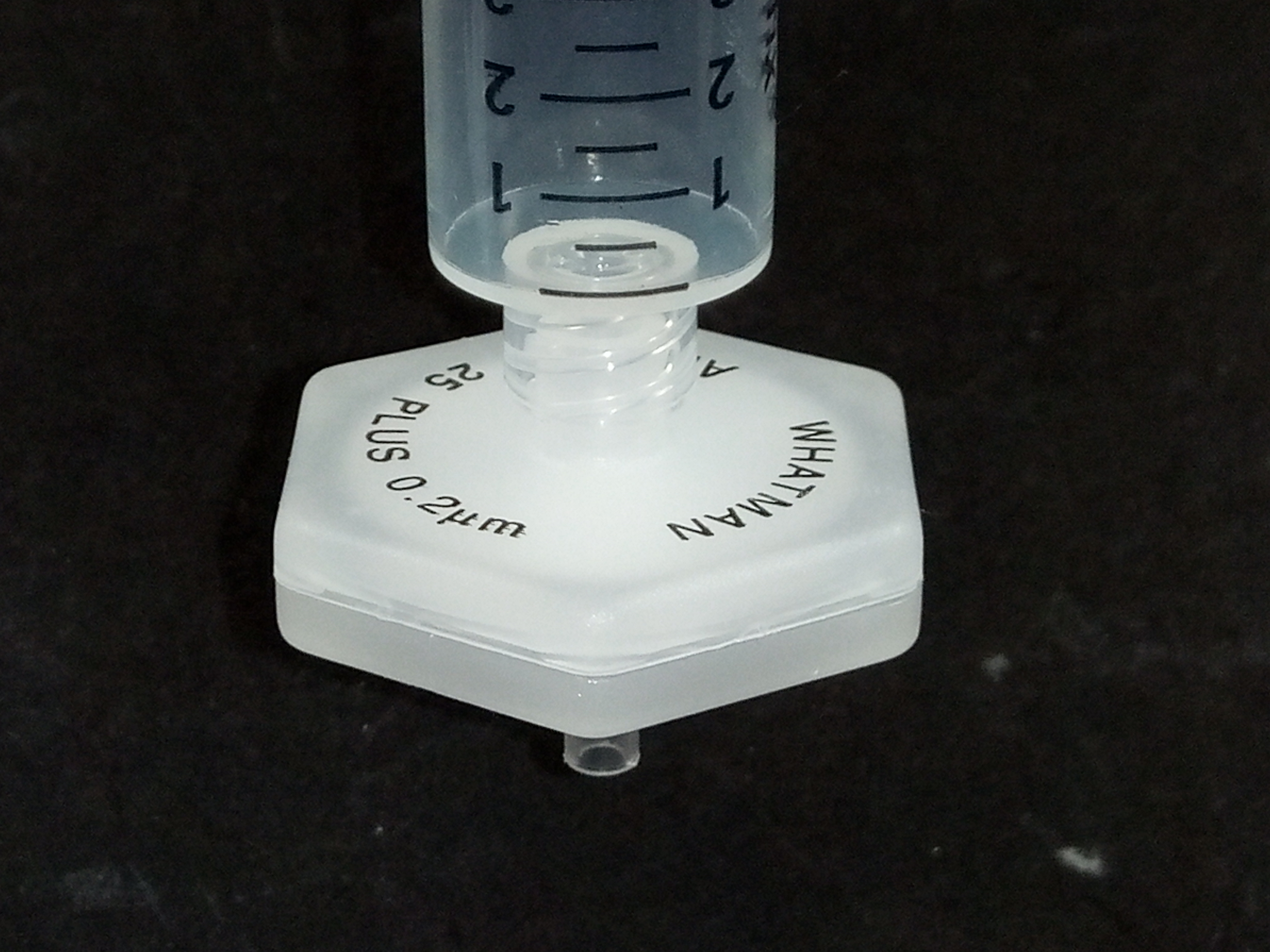
Spritzenfilter an Spritze mit Luer-Lock-Anschluss

Ein Spritzenvorsatzfilter oder kurz Spritzenfilter wird als Aufsatz vor einer Einwegspritze zur Klärung oder Sterilfiltration kleiner Volumina einer Lösung genutzt, dabei werden meist Porengrößen von 0,45 µm oder 0,2 µm verwendet. Dazu wird die in der Spritze befindliche Lösung durch den Membranfilter des Spritzenfilters gepresst (Druckfiltration). Typisches Anwendungsgebiet ist die Probenvorbereitung zur chemischen Analyse mit chromatografischen Verfahren wie der Hochleistungsflüssigkeitschromatographie (HPLC). Weiterhin werden Spritzenvorsatzfilter zur Sterilfiltration von Lösungen mit thermolabilen Inhaltsstoffen verwendet, die anschließend einem im Autoklav dampfsterilisierten Nährmedium hinzugefügt werden. Ein großer Vorteil ist im Vergleich zu anderen Filtrationsverfahren das geringe Totvolumen, das im Filter zurückbleibt.

## Aufbau
Der Spritzenfilter besteht aus einer porösen Flachmembran, die in einem Filtergehäuse aus Kunststoff gefasst ist. Als Gehäusematerial wird meist chemisch beständiges Polypropylen oder Polyamid eingesetzt. Zum Teil kommt weniger beständiges, dafür aber transparentes Polycarbonat zum Einsatz. Der Filter ist auf der Einlassseite meist mit einem weiblichen Luer-Lock-Anschluss versehen, der direkt in die Einwegspritze eingeschraubt wird und ein Abrutschen bei der Druckfiltration verhindert. Auf der Auslassseite ist normalerweise ein männlicher Luer-Slip-Anschluss ausreichend, da die auftretenden Kräfte hier deutlich geringer sind.
Ober- und Unterteil des Filtergehäuses werden entweder durch Ultraschall miteinander verschweißt oder der äußere Rand wird umspritzt. Beim Umspritzen kommen häufig eingefärbte Polymere zum Einsatz, um verschiedene Spritzenfilter einfacher unterscheiden zu können.

## Auswahlkriterien für Spritzenfilter

### Probenmenge und Viskosität

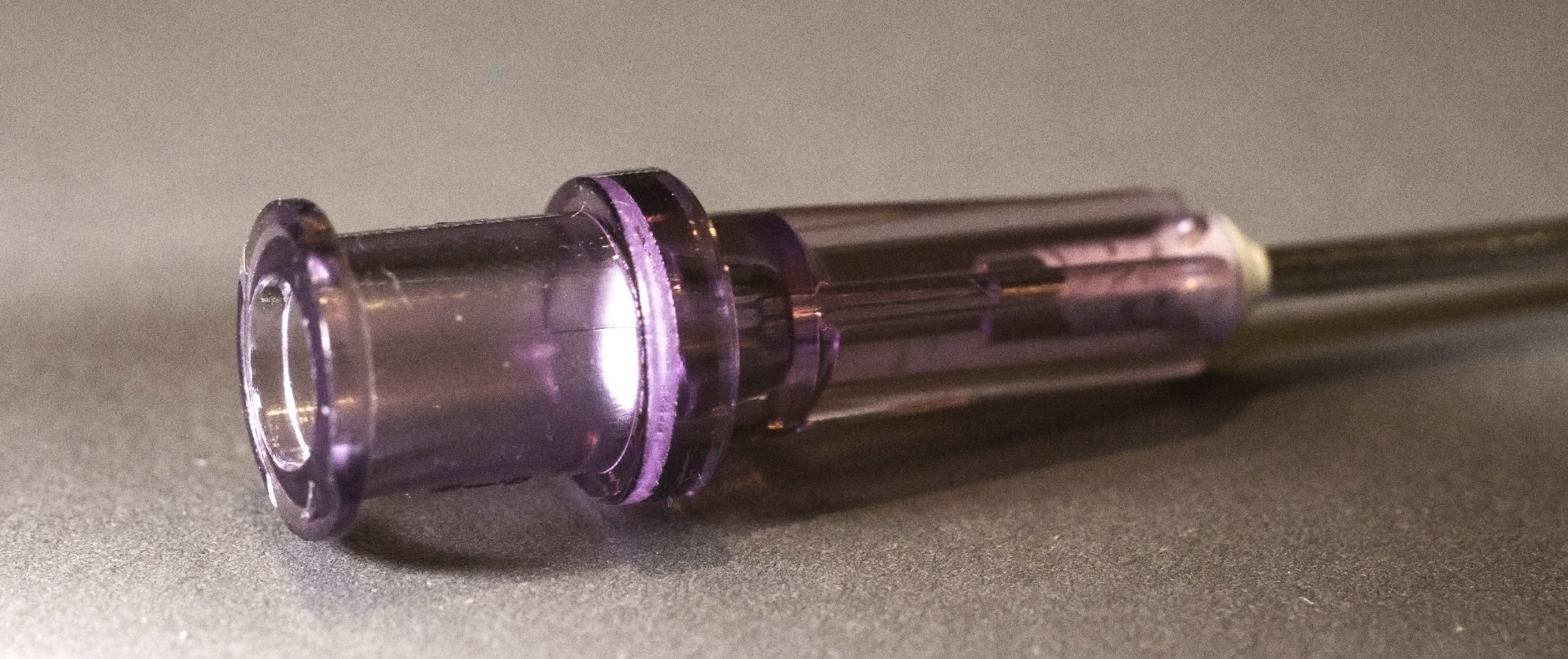
Kleiner 5-µm-Filter in der Kanüle integriert (weißes Plättchen)

Die sinnvolle Filterfläche bzw. der Filterdurchmesser ist von der zu filtrierenden Lösungsmenge, dem Anteil an Feststoffen und der Viskosität des Mediums abhängig. Für niedrigviskose (z. B. wässrige) Medien mit geringem Feststoffanteilen kann als grobe Faustregel folgende Tabelle verwendet werden (genaue Werte hängen von der Konstruktion bzw. Geometrie des Filters ab). Bei höherviskosen Medien oder höherem Feststoffanteil ist es sinnvoll, einen größeren Filterdurchmesser zu wählen. Gleiches gilt auch, bei sehr kleiner Porengröße oder wenn eine schnelle Filtration gewünscht wird. Mit dem Filterdurchmesser steigt allerdings auch das Totvolumen, d. h. die Flüssigkeitsmenge, die nach der Filtration im Filter zurückbleibt.
| Probenmenge | Filterdurchmesser | Filterfläche | Totvolumen |
| ----------- | ----------------- | ------------ | ---------- |
| < 1 ml      | 3–4 mm            | < 0,07 cm²   | 5 µl       |
| 1–10 ml     | 13–15 mm          | 1,3–1,7 cm²  | < 25 µl    |
| 10–100 ml   | 25 mm             | 4,8 cm²      | < 150 µl   |
| > 100 ml    | 30 mm             | 7 cm²        | < 200 µl   |

### Porengröße

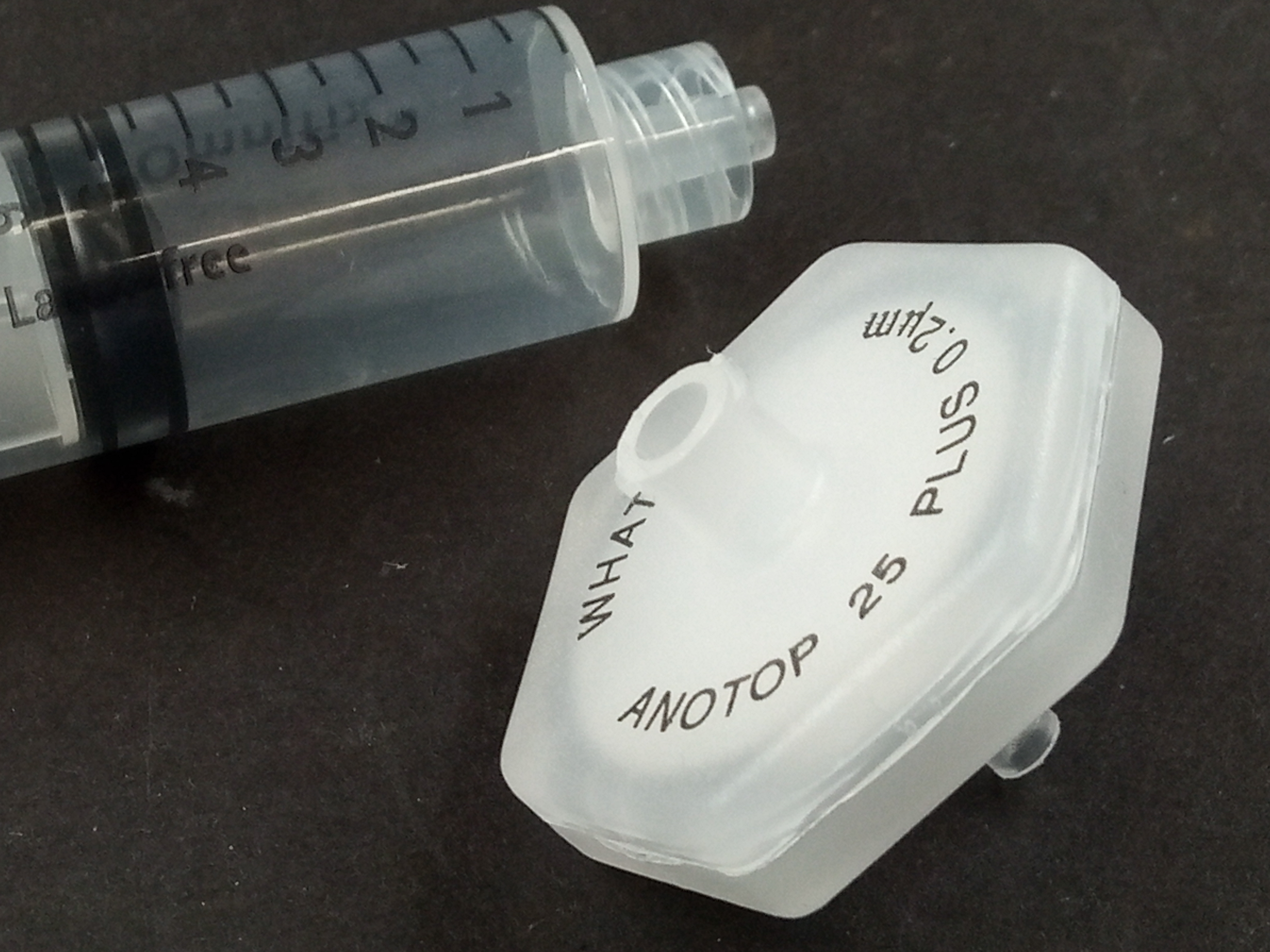
Spritzenfilter (Porengröße 0,2 µm mit Glasfaservorfilter)

Die Porengröße der Membran bestimmt die Reinheit der Flüssigkeit nach der Filtration. Am häufigsten eingesetzte Spritzenfilter haben eine Porengröße von 0,45 µm bzw. 0,2 µm. Eine Klarfiltration mit einer Porengröße von 0,45 µm ist für eine Messung mit Hochleistungsflüssigkeitschromatographie (HPLC) geeignet, um ein Verstopfen der Trennsäule mit Partikeln zu verhindern. Für die UHPLC ist hingegen eine feinere Porengröße von 0,2 µm sinnvoll.
Im mikrobiologischen Labor oder im Zellkulturlabor ist es das Ziel, Bakterien aus einer Lösung mit thermolabilen Inhaltsstoffen (beispielsweise Vitamine oder Antibiotika) zu entfernen, da diese nicht mit einem Autoklav bei 121 °C dampfsterilisiert werden können. Zur Sterilfiltration eines Volumens bis 100 ml werden Spritzenvorsatzfilter mit einer Porengröße von 0,2 µm oder 0,45 µm verwendet, bei beiden Porengrößen werden Viren und Mykoplasmen nicht zurückgehalten. Welche Bakterienarten mit einem Spritzenfilter einer bestimmten Porengröße zurückgehalten werden, liefert der sogenannte „Bacteria-Challenge-Test“ (vergleiche Abschnitt Porengröße und Selektivität im Artikel Membrantechnik).
Filter mit einer Porengröße von 5 µm entsprechen einer Vorfiltration, um gröbere Anteile auszufiltern. Eine Vorfiltration ist insbesondere dann sinnvoll, wenn ein hoher Feststoffanteil vorliegt, wodurch eine feine Filtermembran sofort verstopfen würde. Einige Spritzenfilter enthalten deshalb im gleichen Filtergehäuse oberhalb der feinen Filtermembran einen Vorfilter aus einem Glasfaservlies oder einem Vlies aus PP-Fasern.

### Chemische und physikalische Eigenschaften der Membran
Als eigentlicher Filter kommen Membranen aus verschiedene Materialien wie z. B. Polyamid (PA), Polytetrafluorethylen (PTFE), Polyvinylidenfluorid (PVDF), Celluloseacetat (CA), Regenerierter Cellulose (RC), Polypropylen (PP), Cellulose Mischester (CME) und Polyethersulfon (PES) zum Einsatz. Diese besitzen eine unterschiedliche Empfindlichkeit gegenüber Lösungsmitteln. Gerade die Beständigkeit gegenüber Säuren, Laugen, organische oder gar halogenierte Lösungsmittel ist bei den zur Verfügung stehenden Materialien sehr unterschiedlich. Wenn im Anschluss an die Filtration sehr empfindliche Messungen stattfinden, muss außerdem sichergestellt werden, dass keine Substanzen aus dem Filter ausgewaschen werden. Bei dem Einsatz von biologischen Proben ist auf die unterschiedliche Stärke der Adsorption von Proteinen durch verschiedene Filtermaterialien zu achten. Viele Spritzenfilter gibt es sowohl als unsterile als auch als sterile Ausführung. Die meisten Hersteller liefern Listen zur chemischen Beständigkeit und den Materialeigenschaften mit.